# Suessa Pomécia
Suessa Pomécia (em grego: Σούεσσα Πωμεντιάνη; romaniz.: Soúessa Pomentiánē ; em latim: Suessa Pometia) foi uma antiga cidade do Lácio, na península Itálica, que deixou de existir em tempos históricos. Tinha sua fronteira no Campo Pomptino (em latim, Pomptinus ager, segundo Tito Lívio) ou Pântanos Pomptinos (palus Pomptina (singular) e Pomptinae paludes (plural), segundo Plínio, o Velho), de onde teria tirado seu nome. Virgílio a colocou entre as colônias de Alba Longa, e portanto deve tê-la considerado uma cidade latina.

## História
A cidade foi conquistada dos volscos pelos romanos sob o comando de Tarquínio, o Soberbo, o primeiro dos reis romanos mencionados como tendo travado uma guerra contra os volscos; Estrabão chega a mencioná-la como a metrópole dos volscos, sobre a qual não temos qualquer autoridade; e é provável que esta fosse apenas uma mera dedução feita a partir das declarações feitas sobre sua riqueza e poder, que a representam como um local de tamanha opulência que foi com o butim reunido ali que Tarquínio teria sido capaz de começar e dar sequência à construção do templo capitolino em Roma. O fato foi relatado por alguns escritores de Apíolas, outra cidade conquistada por Tarquínio, porém a tradição moderna considera que a cidade teria ligação com Pomécia, cujo nome aparece citado por uma vez anteriormente como o local onde os filhos de Anco Márcio teriam se exilado diante da ascensão ao trono de Sérvio Túlio.
Parece claro também que a cidade teria sobrevivido sua conquista por Tarquínio, e aparece novamente nas guerras da República contra os volscos, na condição de um local de extremo poder e importância. Lívio a chama de Colonia Latina, porém não existe qualquer registro dela ter se tornado uma. A cidade teria, no entanto, se revoltado (de acordo com seu relato) em 503 a.C., e só foi conquistada no ano seguinte, por Esp. Cássio, quando a cidade foi destruída e seus habitantes vendidos como escravos. Ainda assim a cidade apareceu novamente nos registros alguns anos mais tarde (495 a.C.), nas mãos dos volscos, apenas para ser novamente conquistada e saqueada pelo cônsul Públio Servílio Prisco. O golpe, desta vez, parece ter sido decisivo; o nome da cidade não é mais mencionado e todos os traços de sua existência desaparecem.
Plínio a inclui entre as cidades que, em seu tempo, já estavam totalmente extintas, e nenhum registro parece ter sido preservado até mesmo de seu sítio. Não existem dúvidas, no entanto, de que o Campo Pomptino e a tribo pomptina tiveram seus nomes derivados desta cidade, e portanto não há dúvida de que a cidade está naquele distrito, ou nas cercanias dele. Acredita-se que seu sítio arqueológico localize-se próximo a Cisterna di Latina, na província de Latina, Lácio.